# 第七の予言 (映画)
『第七の予言』（だいななのよげん、The Seventh Sign）は、1988年のアメリカ合衆国のホラー映画。デミ・ムーア、マイケル・ビーン出演。
「新約聖書」のヨハネの黙示録に記された“七つの予言”をモチーフに描いたオカルト・スリラー映画。

## あらすじ
閏年を翌年に控えた1987年、中米ハイチの海で魚の大量死が起き、一方、中東では砂漠の村が凍結するなど世界各地で異常現象が頻発していた。
その頃、カリフォルニア州のある町に住む弁護士のラッセルと2月29日に出産予定の妻アビーの家にデイヴィッドという謎の男が下宿、その日から彼女の周囲で奇怪な現象が頻発するようになる。
デイヴィッドに不審を抱いたアビーは彼の部屋を密かに調べ、古代文字で書かれた文書を見つける。そこには、「新約聖書」の“七つの予言”が全て現実になった時、世界は崩壊するという恐るべき内容が書かれており、自分たちもそれに関係がある事をアビーは悟る。
アビーは世界崩壊を阻止しようとする。

## キャスト
※括弧内は日本語吹替（Netflixで配信）
- アビー・クイン：デミ・ムーア（佐古真弓）
- ラッセル・クイン：マイケル・ビーン（中村章吾）
- デビッド・バナン：ユルゲン・プロホノフ
- ルッチ神父：ピーター・フリードマン
- 牧師：ジョン・ハード